# Carl Koppehel
Carl Koppehel (* 16. November 1890 in Berlin; † 28. Juni 1975) war ein deutscher Fußballschiedsrichter, Funktionär und Autor.

## Laufbahn

### Anfänge und Wirken einschließlich der Weimarer Republik
Koppehel, in Berlin-Kreuzberg geboren, wuchs dicht am Tempelhofer Feld auf, dem Zentrum des damaligen Berliner Fußballs. Er rannte in jungen Jahren dem Fußball nach und sein Talent für Organisation und Verwaltung zeigte sich früh bei Hubertus 05 – später aufgegangen im Schöneberger BSC Kickers 1900 – durch seine „Nebenher-Tätigkeit“ als Vorsitzender und Kassierer sowie seine Mitarbeit in der Jugendabteilung. Der als Fußballer im Tor und als Mittelläufer agierende Koppehel, wandte sich in dieser Zeit auch dem Schiedsrichterwesen zu. Ab 1909 wirkte er als Regelexperte in der Verwaltung des Verbandes Brandenburgischer Ballspielvereine (VBB). Nach Abschluss seiner Lehre als Schriftsetzer und Buchdrucker startete er parallel zu seiner Funktionärstätigkeit eine Karriere als Sportjournalist.
Heiligabend 1914 wurde er zum Ersten Weltkrieg als Soldat einberufen, wovon er 1916 wegen Krankheit wieder in die Heimat entlassen wurde. Er wurde umgehend wieder beim Verband aktiv und begleitete zwei Jahre das Amt des Obmannes des Haupt- und Spielausschusses in Berlin. In dieser Zeit nahm er auch die Schiedsrichtertätigkeit wieder auf, jetzt aber bei Minerva, wo er auch Vorsitzender wurde. Als Spielausschussobmann des VBB (1917–19) entwickelte sich eine enge Verbundenheit mit Felix Linnemann, der den VBB als Verbandsvorsitzender von 1918 bis 1920 führte.
Am 1. November 1918 gründete er in der Reichshauptstadt die „Berliner Schiedsrichter-Zeitung (BSZ)“. Ab Juni 1919 wurde die BSZ unter dem neuen Namen „Deutsche Schiedsrichter-Zeitung (DSZ)“ monatlich als offizielles SR-Organ vom DFB herausgegeben. Als verantwortlicher Schriftleiter fungierte Carl Koppehel. Im Dezember 1920 legte er seine Redaktionstätigkeiten nieder; als freier Autor blieb er dem Blatt aber weiterhin verbunden.
Bis 1924 ging er seiner Passion als Schiedsrichter nach. Sein erstes Spiel auf DFB-Ebene leitete er 1917 mit der Begegnung Süddeutschland gegen Mitteldeutschland. Im Jahr 1920 nahm er an einem internationalen Turnier in Göteborg teil. Koppehel kam in drei Länderspielen als Schiedsrichter zum Einsatz: 1921 in St. Gallen beim Spiel Schweiz gegen Österreich, 1922 in Budapest beim Spiel Ungarn gegen Österreich und schließlich 1923 in Lemberg beim dritten Länderspiel unter seiner SR-Leitung bei der Begegnung Polen gegen Rumänien. Danach beendete er aus Zeitgründen seine aktive Schiedsrichter-Laufbahn.
In der Zeit der Weimarer Republik war Koppehel einer der umtriebigsten Fußballorganisatoren und – bürokraten, der sich als engagierter Lobbyist für die Fußballverbände erwies. Nach der Aufgabe seiner Geschäftsführertätigkeit beim VBB sanierte er von August 1926 an als hauptamtlicher Geschäftsführer die Finanzen von Tennis Borussia Berlin.
Koppehel wurde in den 1920er Jahren wegen seiner umfassenden fußballpublizistischen Arbeiten einer größeren Lesegemeinde bekannt. Schwerpunkte seiner Arbeiten waren seine in vielfältigster Form herausgebrachten Beiträge zu Regelfragen (Abseitsregel aus dem Jahr 1925) und Ausarbeitungen für die Verwaltungsarbeit der Verbände und Vereine (Steuergesetzgebung). Diese anfängliche Spezialisierung nutzte er aus, um darüber in den „normalen Fußballjournalismus“ zu gelangen. Ab Mitte der 1920er Jahre schrieb er dann regelmäßig Reportagen und Spielberichte über die wichtigsten Fußballspiele in Deutschland und auf dem Kontinent. Er war Hauptschriftleiter der Zeitschrift „Rasensport“ und Autor der Berliner „Fußballwoche“. Ende der 1920er Jahre war Koppehel in die Riege der berühmtesten Fußballjournalisten der Republik aufgestiegen. Gemeinsam mit Walther Bensemann (Kicker), Eugen Seybold, Franz Richard (Fußball), Ernst Werner (Fußballwoche) und Willy Meisl (Vossische Zeitung) legte Carl Koppehel in langen Grundsatzartikeln die Richtung des deutschen Fußballjournalismus fest.
Am 1. Oktober 1931 fusionierte Koppehels Deutsche Schiedsrichter-Zeitung mit der seit 1926 erscheinenden DFB-Schiedsricher-Zeitung. Fortan fungierte er als Chefredakteur des alleinigen amtlichen Organs der Schiedsrichter des DFB. Am Ende des Jahres 1932 brachte er zusammen mit Reichstrainer Otto Nerz seinen bis dato größten Printerfolg heraus, als er das Buch „Kampf um den Ball“ veröffentlichte, das mehrere Neuauflagen erlebte.
Eggers notierte bereits 2001 in seiner Veröffentlichung „Fußball in der Weimarer Republik“, dass die Außenpolitik der Weimarer Republik den politischen Wert von internationalen Fußballvergleichen frühzeitig erkannt hatte, ihn förderte und auch gleichzeitig nutzte. Der Doppelpass von Fußball und Außenpolitik widerspricht mithin offiziellen DFB-Darstellungen, in denen sich der DFB für seine internationalen Kontakte im Nachhinein immer wieder absolute Eigenständigkeit bescheinigte. Sie entlarvt die Einschätzung des DFB-Historikers Koppehel, der deutsche Fußball habe sich immer fernab von Politik gehalten, als bestenfalls naive Behauptung.

### Wirken in der Zeit des Nationalsozialismus
In den ersten Monaten nach der Machtergreifung durch die Nationalsozialisten hielt sich Koppehel merklich zurück. Laut Havemann empfand er „große Sympathien für die Wende, die mit der Machtübernahme Hitlers eingeleitet wurde.“ Tatsächlich passte sich der damals 42-Jährige den neuen Machtverhältnissen schnell an. 1934 wurde Koppehel in die DFB-Geschäftsstelle geholt; er wurde schnell die „rechte Hand des DFB-Vorsitzenden Felix Linnemann“. Selbst von der „zweiten Gleichschaltung“ des DFB (Nils Havemann) nach 1936 profitierte Koppehel. Gemeinsam mit Dr. Georg Xandry übernahm er von 1937 an in Abwesenheit Linnemanns die Verwaltungsleitung des deutschen Fußballs. Weiterhin die DSZ betreuend, wurde er 1937 in Personalunion auch „Reichsschiedsrichter-Obmann“, dem das gesamte Schiedsrichter-Wesen unterstellt war. Im Februar 1937 folgte er dem Pressechef des Fachamtes Fußball nach und beaufsichtigte und organisierte damit alle Druckerzeugnisse des Fachamtes. Als „federführender Mitarbeiter Linnemanns in Dingen der Vereinspraxis“, redigierte und schrieb er Fußball-Jahrbücher und verfasste eine riesige Zahl von Fachtexten zur Schiedsrichterei und Verwaltungsarbeit in den Vereinen.
Das Führerprinzip verteidigte er stets. Nach dem Beginn des Zweiten Weltkrieges verfasste Koppehel Texte, die den Krieg verherrlichten und die NS-Ideologie propagierten.  Nachdem der Reichssportführer die Anweisung zur Einordnung des Sports in die totale Kriegsführung ausgegeben hatte, appellierte Koppehel zum Beispiel an seine Sportskameraden: „Ein jeder müsse mit Fanatismus bemüht sein, das, was man von ihm verlangt, weil man es fordern muß, wo es auch ist und wo er auch steht, mit heißem Herzen und ganzem Willen zu erfüllen.“
Auch in den Jahrbüchern vertrat er das Vokabular seiner Zeit und befolgte die Direktiven aus dem Reichsministerium für Propaganda hinsichtlich der „Damnatio memoriae“ als er etwa 1939 in einem Text über die österreichische Fußballgeschichte den Meistertitel Hakoah Wiens unterschlug, weil es sich dabei um eine rein jüdische Elf gehandelt hatte. Er stützte mithin dieses System, wenn auch „nur“ als Technokrat und er rühmte stets die „geordneten Verhältnisse“ im Fußball seit dem Jahr 1933. Dennoch ist laut Eggers zu differenzieren und festzuhalten, dass Koppehel nicht zu den scharfen Ideologen vom Schlag eines Guido von Mengden zählte; die allermeisten Artikel aus seiner Feder bezogen sich auf die Sache selbst, auf den Fußball.
Hardy Grüne hält 2003 in seiner „Geschichte des Fußballs in Deutschland“ fest: „Dass der DFB und seine Regionalverbände 1933 nahezu völlig widerstandslos dem Hakenkreuz folgten, mag man angesichts ihrer konservativen Ausrichtung sowie der politisch brisanten Lage noch akzeptieren – das taten viele andere Institutionen auch. […] Dass man sich aber nach 1945 unschuldig gab und behauptete (und dies bis heute unverändert tut),  von den Nazis instrumentalisiert worden zu sein und ausschließlich aus Sorge um den Sport gehandelt zu haben, ist nichts anderes als Geschichtsklitterung. Viele Großkonzerne haben sich längst zu ihren Taten während des „tausendjährigen Reiches“ bekannt und eine Selbstaufarbeitung der eigenen Geschichte vorgenommen. Der DFB hingegen ließ in seiner Festschrift zum 100-jährigen Bestehen lediglich einen dünnen Aufsatz über die Zeit 1933–45 verfassen, der weit entfernt von ernsthafter Aufarbeitung war: Erstens wurde er erst auf öffentlichen Druck aufgenommen, zweitens wurde er von dem in der Fußballgeschichtsschreibung wenig bewanderten Experten für olympische Geschichte, Ringen und Schwimmen, Karl Adolf Scherer, verfasst, und drittens bestätigte er grundsätzlich die Mär der völlig überraschten Funktionärsgarde, die von den braunen Horden geradezu überrollt wurde, nur ihr ‚Bestes tat‘ und sich über die gesamte Epoche ihre ‚Eigenständigkeit‘ bewahrte. Im Kern war es eine Fortführung der 1954 von Carl Koppehel verfassten These ‚Zwischen 1933 und 1949 hat sich lediglich der Briefkopf geändert“.

### Nach dem Zweiten Weltkrieg
Nur drei Monate nach dem „Zusammenbruch“ betätigte sich Koppehel erneut als Fußballfunktionär. Im August 1945 wurde er in Berlin als Vertreter der Fußballer in den „Zentralen Sportausschuss“ berufen. Er arbeitete in diesem Gremium als „Pressemann“ und „Spartentechniker“. Er fungierte von 1945 bis 1950 als Spielausschussobmann des Berliner Fußballs. Nach Kriegsende engagierte sich Koppehel für den Aufbau sozialistischer Sportstrukturen im Osten, gab aber 1950 sein Heim in Kleinmachnow auf und siedelte nach Frankfurt am Main über, zum Sitz des (wieder-)gegründeten DFB. Dort arbeitete er 1950/51 als Mitglied des geschäftsführenden Vorstandes. Gleichzeitig rief er die Deutsche Schiedsrichter-Zeitung wieder ins Leben und veröffentlichte einen neuen Vereinsratgeber. 1951 wurde er zum Chef des „Amtes für Presse und Propaganda“ beim DFB berufen. Er erwies sich indes durch die Art seines Auftretens – selbstherrliches und anmaßendes Auftreten; rechthaberischer und cholerischer Charakter; autokratischer Führungsstil – als Fehlbesetzung.
Auf dem Gebiet der Fußballhistorie hatte Koppehel in den 15 Jahren nach dem Ende des NS-Regimes mit seinen zahlreichen Veröffentlichungen wie kein anderer das Geschichtsbild des deutschen Fußballs geprägt. Dabei formulierte er schon früh jenen fatalen Entschuldigungstopos, dessen er sich fortan für die Zeit des Nationalsozialismus bediente. Bereits im DFB-Jahrbuch 1950 behauptete er, der DFB beziehungsweise das Fachamt Fußball habe den Usurpationsbestrebungen der Nationalsozialisten im „Zwischenreich“ im Kern erfolgreich getrotzt.
Diese krude Sicht der Dinge, die er wider besseres Wissen niederschrieb, verdichtete Koppehel schließlich in seinem Hauptwerk der „Geschichte des deutschen Fußballsports“ (1954). Auf rund 28 Seiten verhandelte er die Geschichte des Fußballs im Dritten Reich. Lorenz Peiffer und Dietrich Schulze-Marmeling halten in ihrem Buch „Hakenkreuz und rundes Leder“ im Kapitel „Die Nachkriegszeit“ zur quasi-offiziellen Chronik des DFB fest: „Das Wort ‚Nationalsozialismus‘ kommt genau einmal darin vor. Koppehel, als Pressewart an der Gleichschaltung aktiv beteiligt, zeichnet das Bild eines unpolitischen und unbefleckten Verbandes. Weder die Ergebenheitsadressen der DFB-Funktionäre an die neuen Machthaber noch der Ausschluss der Juden aus dem deutschen Fußball und die Zerschlagung der Arbeitersportbewegung werden erwähnt.“
Als der DFB 1975 im Frankfurter Festspielhaus sein 75-jähriges Jubiläum beging, verwies Festredner Walter Jens auch auf die dunklen Seiten der Verbandsgeschichte. Ziel seines Vortrages war, „den Deutschen Fußballbund daran zu erinnern, dass er eine Geschichte hat, die nicht nur aus Bilanzen besteht, nicht nur aus Länderspielen, Meisterschaften, Vereinen und Ligen, sondern eine politische Geschichte ist. Eine Geschichte, die der DFB, einer der größten Meinungsbildner in unserem Land (der größte vielleicht), endlich aufarbeiten sollte – aufarbeiten, indem er mit dem Widerruf der These beginnt: Sport ist ein Element, das fern von der Politik im Wolkenkuckucksheim angesiedelt ist.“ Jens hatte sich an Passagen in der 1954 erschienenen „Geschichte des Deutschen Fußballsports“ von Autor Carl Koppehel gestoßen. Dass Koppehel die nationalsozialistische Machtübernahme als Fortschritt für den deutschen Fußball feierte, über die Opfer des Nationalsozialismus indes kein Wort verlor, trieb Jens auf die Barrikaden. Sein Vortrag war eine politische Premiere im Post-1945-DFB. Bis dahin galt unwidersprochen die Formel, dass der gänzlich unpolitische Fußball in den Jahren der NS-Herrschaft seine Unabhängigkeit bewahrt habe, oder wie es die Sportreporter-Legende Rudi Michel noch im Jahr 2006 unverfroren formulierte: „Der DFB hat sich im Dritten Reich glänzend aus der Affäre gezogen.“
Bis tief in die 1970er hinein ließ sich der DFB seine Geschichte der Jahre 1933–45 von Leuten schreiben, die dem Lager der Täter und Mitläufer des Nationalsozialismus zuzuordnen waren. Die Folge war, dass die Opfer in dieser Geschichte fehlten, während Täter wie Mitläufer in einem milden bis glänzenden Licht erschienen.
Wenngleich die Rede von Walter Jens im Frankfurter Schauspielhaus aus heutiger Sicht den Auftakt der Debatte um die Rolle des DFB in den Jahren des Nationalsozialismus markierte, sollte das Thema die nächsten Jahre erneut ruhen. Der Verband erklärte die Jubiläumsrede und deren Inhalt quasi für nicht existent. Der „Störenfried“ und „Nestbeschmutzer“ Walter Jens avancierte zur „Person non grata“ bei den DFB-Oberen. Seine Rehabilitierung erfolgte erst 31 Jahre später.
Der Versuch, seinen alten Arbeitgeber DFB von jeglicher Kooperation während des Dritten Reichs freizusprechen und ihn als autonomen Sportverband darzustellen, zieht sich auch durch die vielen anderen Veröffentlichungen Koppehels in dieser Zeit. Die Beispiele der Koppehel’schen Geschichtsklitterung sind Legion. Die unstrittige Befangenheit, mit der er die Zeit zwischen 1933 und 1945 beschrieb, wird am klarsten bei der Verklärung seines bereits 1948 verstorbenen Freundes Felix Linnemann. Die Verteidigung und Rechtfertigung Linnemanns zieht sich durch alle Rückblicke.
Darüber hinaus prangert Eggers beim Geschichtswerk von Koppehel gravierende Leerstellen an, die den heutigen Leser ratlos und betroffen machen:
- Kein Wort über die antisemitischen Ausfälle seines Co-Autors Otto Nerz von 1943,
- Die Judenverfolgung vollständig ausgeklammert, nicht einmal den Ausschluss der zahlreichen jüdischen Fußballer aus den Vereinen erwähnt oder all die anderen Verfolgten des Arbeitersportes, die Fußballer in den konfessionellen Verbänden nur am Rande erwähnt.

Eggers bilanziert: „Diskriminierung, Verfolgung, Inhaftierung, Vernichtung – das alles fehlt“.
Er führt aber auch die von Historiker Nils Havemann formulierte Erklärung zur Entschuldigung der Geschichtspolitik von Koppehel auf. Nach Havemanns Ansicht entsprach Koppehels Darstellung aus dem Jahr 1954 „dem allgemeinen Umgang der jungen Bundesrepublik Deutschland mit den Jahren der Hitler-Diktatur. Die große Mehrheit der Bevölkerung lehnte es ab, sich mit Fragen nach individueller Schuld und Verantwortung auseinanderzusetzen; unabhängig vom Ausmaß ihrer persönlichen Mitverantwortung scheuten die Menschen in einem Akt kollektiver Verdrängung die Konfrontation mit den Verbrechen, weil sie die Erinnerung daran als belastend und demütigend empfanden.“
Als Fazit wird bei Eggers zu Koppehel festgehalten: „Unumstritten sind seine Leistungen als ‚Regelvater‘, weitgehend sind diese aber in Vergessenheit geraten. Vielmehr steht sein euphemistisches Wirken als (befangener) Interpret der deutschen Fußballgeschichte im Vordergrund, das vor der Geschichte nicht bestehen kann. Die seriöse Fußballhistoriographie hat ‚den Koppehel‘ längst als Geschichtsklitterung entlarvt, so dass er heute als das meistzitierte Fußballbuch Deutschlands ausgedient hat – und nicht nur für die Zeit des Dritten Reichs.“
Fußball-Historiker Grüne beschreibt die Jahre 1948 bis 1954 mit dem Ergebnis:
„Nicht nur, dass die während der Nazizeit aktiven Funktionäre nun allmählich wieder in führende Positionen zurückkehrten und für ihre ‚Verdienste‘ mit bisweilen hohen Ehrungen ausgezeichnet wurden – dieselben Männer begannen auch noch damit, die Geschichte des DFB beziehungsweise seiner Regionalverbände für die Nachwelt festzuhalten. Bekanntestes Beispiel ist Carl Koppehel, von 1937–45 Fußball-Pressewart und Verfasser der 1954 erschienenen ‚Geschichte des Deutschen Fußballsports‘, der lange Zeit umfassendsten Darstellung der Geschichte des deutschen Fußballs und so etwas wie die offizielle Chronik des DFB. Die Täter reinigten also ihre eigene Geschichte und stellten sich als Opfer beziehungsweise mitunter sogar Widerstandskämpfer dar. Daraus resultierten zahlreiche Legenden über den ‚unbefleckten und unpolitischen Fußball‘, die mitunter bis in heutige Tage überlebt haben.“
Bei Havemann kann man eine mildere Einschätzung über die DFB-Funktionäre nachlesen. Er schreibt, „dass bei den Repräsentanten des Fußballs insgesamt persönlicher Ehrgeiz, Statusdenken, Angst um die eigene Existenz und die zahlreichen Vorzüge, die der Einsatz für die nationalsozialistische Sportpolitik bot, eine weitaus größere Motivation waren als eine abstrakte Weltanschauung, ein nationales Bewusstsein oder ein vaterländisches Pflichtgefühl. Die meistern weigerten sich, das eigene Tun zu reflektieren, weil eine ernsthafte Gewissensprüfung eine entgegengesetzte Einstellung zur eigenen Arbeit, die Aufgabe persönlicher Ambitionen, den Verzicht auf die verbliebenen Annehmlichkeiten, sogar lebensgefährlichen Widerstand verlangt hätte. Das Bewusstsein, noch zu den Begünstigten im tristen und bedrohlichen Kriegsalltag zu gehören, erleichterte die Selbsttäuschung, an einem vermeintlich großen, ‚nationalen‘ Ziel mitzuwirken. Vor diesem Hintergrund  ist es zu erklären, dass Menschen wie Xandry, Bauwens, Koppehel, Stenzel oder auch Herberger, die mit den Nazis wenig gemein hatten, in den Kriegsjahren zumeist engagiert mit der Reichssportführung, dem Auswärtigen Amt oder dem Reichspropagandaministerium kooperierten und somit dazu beitrugen, dass das schreckliche Räderwerk von Krieg und Vernichtung lange Zeit reibungslos funktionieren konnte.“
1958 ging der DFB-Pressechef in Pension und 1959 erfolgte sein Umzug von Frankfurt nach Lindenfels im Odenwald. Er verstarb im Juni 1975, fünf Wochen nach dem 75-jährigen Jubiläum des DFB.

## Veröffentlichungen (Auswahl)
- Geschichte des Berliner Fussballsports, Berlin 1957.
- Der Schiedsrichter im Fussball, 8. Auflage, Frankfurt 1973.
- Fussball Jahrbuch 1956, Frankfurt am Main 1955